# Libnotes (Afrolimonia) basilewskyi
Libnotes (Afrolimonia) basilewskyi is een tweevleugelige uit de familie steltmuggen (Limoniidae). De soort komt voor in het Afrotropisch gebied.